# Duncanopsammia axifuga
Duncanopsammia es un género de coral que pertenece a los corales hermatípicos de la familia Dendrophylliidae, orden Scleractinia. Este género es monoespecífico, contando con Duncanopsammia axifuga como única especie.
Su esqueleto es macizo y está compuesto de carbonato cálcico. Sus tejidos poseen zooxantelas, algas simbiontes que realizan la fotosíntesis, proporcionándoles parte de su alimentación.

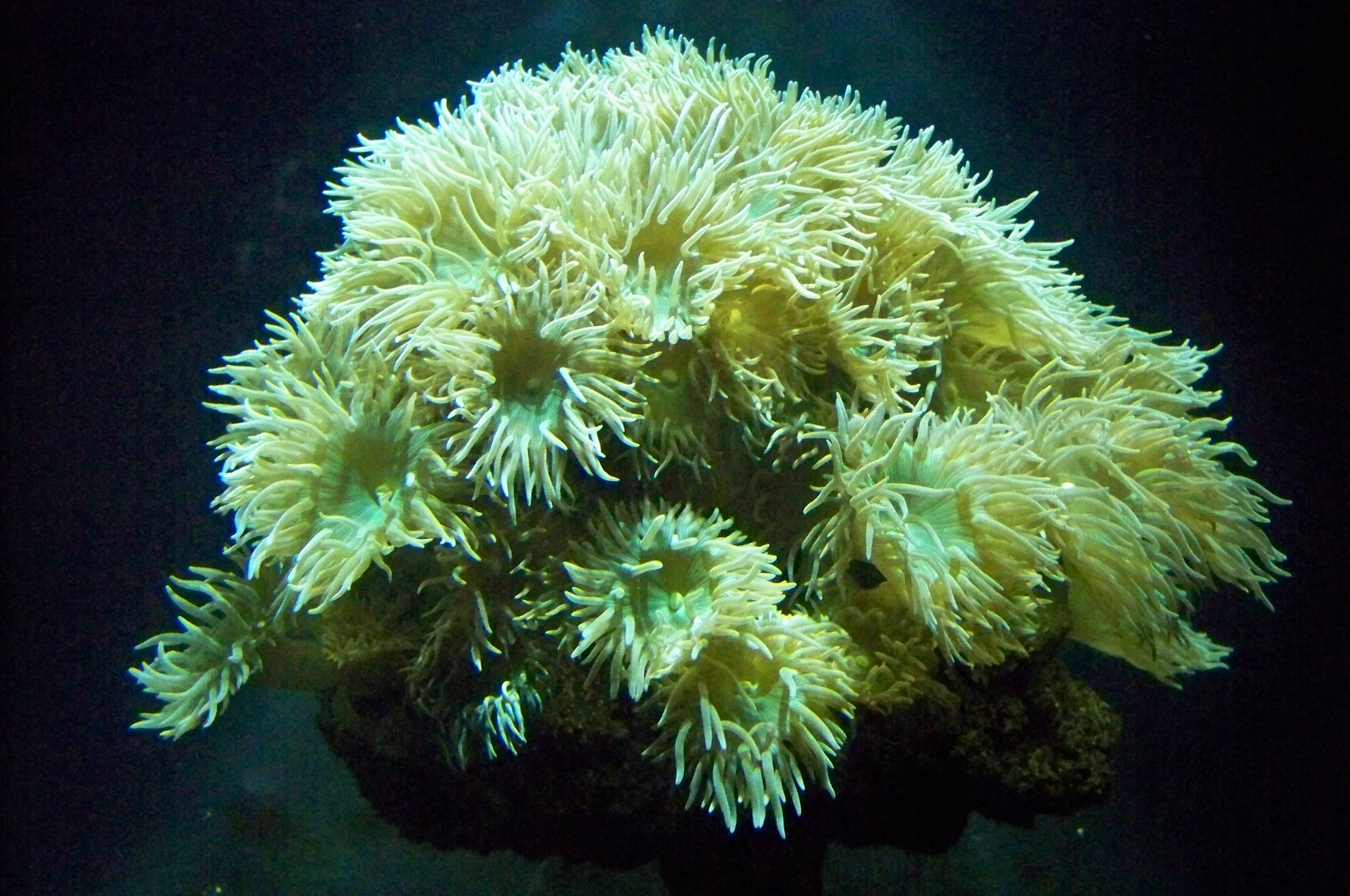
Duncanopsammia en Steinhart Aquarium, San Francisco, EE. UU.

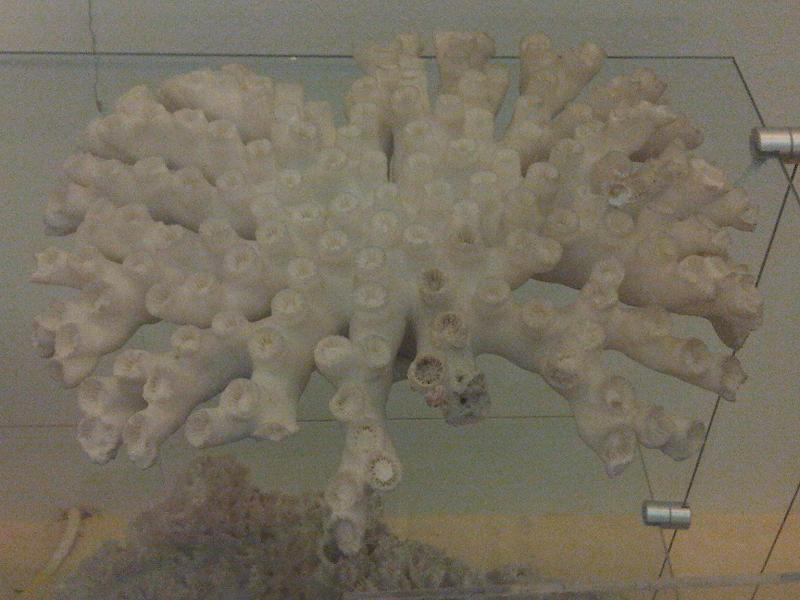
Esqueleto de Duncanopsammia en el Natural History Museum, Londres, Inglaterra.

## Morfología
El esqueleto es poroso y ligero. Tiene ramificaciones largas, tubulares , dirigidas hacia arriba, entre 1 y 1,5 cm de diámetro, de color verde oscuro o marrón.
Sus grandes pólipos tienen tentáculos con coloraciones que van del gris al verde pálido, rosa o púrpura; con el disco oral generalmente de color azul o verde. El tamaño de los pólipos puede alcanzar 4,5 cm de diámetro.

## Hábitat
Suelen vivir en fondos arenosos, adheridos a rocas, en arrecifes localizados en los mares tropicales (a una latitud situada entre 30ºN y 20ºS), en zonas poco profundas, de 6 a 34 m.
Se distribuyen en el océano Indo-Pacífico, siendo nativos de Australia; Indonesia; Papúa Nueva Guinea y Viet Nam.

## Alimentación
Los pólipos contienen algas simbióticas; mutualistas (ambos organismos se benefician de la relación) llamadas zooxantelas. Las algas realizan la fotosíntesis produciendo oxígeno y azúcares, que son aprovechados por los pólipos, y se alimentan de los catabolitos del coral (especialmente fósforo y nitrógeno). Esto les proporciona entre el 75 y el 95% de sus necesidades alimenticias. El resto lo obtienen atrapando plancton microscópico y materia orgánica disuelta en el agua.

## Reproducción
Se reproducen asexualmente mediante gemación, y, sexualmente, lanzando al exterior sus células sexuales. En este tipo de reproducción, la mayoría de los corales liberan óvulos y espermatozoides al agua, siendo por tanto la fecundación externa. Los huevos una vez en el exterior, permanecen a la deriva arrastrados por las corrientes varios días. Más tarde se forma una larva plánula que, tras deambular por la columna de agua marina, y en un porcentaje de supervivencia que no supera el 25 %, en la mayoría de especies coralinas, se adhiere al sustrato o rocas y comienza su vida sésil. Generando un esqueleto y replicándose después por gemación, dando origen así a la colonia coralina.

## Mantenimiento
Una luz de moderada a alta satisfará a la mayoría de las colonias aclimatadas al acuario. Respecto a la corriente, deberá ser de suave a moderada. 
A pesar de ser fotosintético, se debe alimentar con artemia o mysis.
Con independencia del resto de niveles  de los parámetros comunes del acuario marino: salinidad, calcio, magnesio, dureza, etc., hay que mantener los fosfatos a cero y los nitratos a menos de 20 ppm. Algunos autores, con independencia de aditar oligoelementos (yodo, hierro, manganeso, etc.), recomiendan aditar estroncio hasta mantener un nivel de 10 ppm.
Se recomienda cambios de agua semanales del 5% del volumen del acuario.